# Hans Detlefsen
Hans Detlefsen (* 2. Juni 1923 in Tilsit; † 3. Juni 1992 in Chemnitz) war ein deutscher Gebrauchsgrafiker, insbesondere Briefmarkengestalter.

## Leben
Detlefsen besuchte von 1929 bis 1937 die Neustädtische Schule und absolvierte anschließend bis 1940 eine Malerlehre. Nach der Vertreibung aus Ostpreußen in der Folge des Zweiten Weltkrieges besuchte er von 1947 bis 1948 die Meisterschule für das gestaltende Handwerk in Weimar. Anschließend arbeitete er als Plakatmaler. Ab 1954 bis 1957 war er Werbeleiter und von 1957 bis 1960 Atelierleiter der DEWAG in Karl-Marx-Stadt. Von 1965 bis 1992 arbeitete Detlefsen im Designer-Team mit Manfred Gottschall und Joachim Rieß. Seither war er freischaffend tätig. Er war bis 1990 Mitglied im Verband Bildender Künstler der DDR. Er gestaltete u. a. Signets und Plakate und insbesondere für die Deutsche Post und nach 1989 für Deutsche Bundespost eine bedeutende Anzahl von Briefmarken.
Hans Detlefsen war verheiratet mit der Gebrauchsgrafikerin und Illustratorin Linde Detlefsen.

## Ehrungen
- 1981 Kunstpreis des FDGB im Kollektiv

## Ausstellungen (unvollständig)

### Einzelausstellungen
- 1974: Karl-Marx-Stadt
- 1976 Aue, Galerie am Altmarkt ("Briefmarkengestaltung"; mit Gottschall und Rieß)

### Ausstellungsbeteiligungen
- 1962, 1977, 1982 und 1987: Kunstausstellung der DDR
- 1979 und 1985: Bezirkskunstausstellung Karl-Marx-Stadt
- 1970: Im Geiste Lenins, Berlin
- 1985: Marke & Zeichen, Berlin
- 2024: Die gespaltene Generation, Neue Sächsische Galerie, Chemnitz[4]